# Noelia Martínez
Noelia Martínez (* 20. Januar 1996) ist eine argentinische Leichtathletin, die sich auf den Sprint spezialisiert hat.

## Sportliche Laufbahn
Erste Erfahrungen bei internationalen Meisterschaften sammelte Noelia Martínez 2012 bei den Jugendsüdamerikameisterschaften in Mendoza, bei denen sie im 100-Meter-Lauf in 12,50 s die Bronzemedaille gewann und über 200 Meter in 24,56 s die Silbermedaille. Zudem gewann sie mit der argentinischen Sprintstaffel (1000 Meter) in 2:13,95 min ebenfalls die Silbermedaille. Im Jahr darauf gelangte sie bei den Jugendweltmeisterschaften in Donezk im 200-Meter-Lauf bis in das Halbfinale, in dem sie mit 24,43 s ausschied, während sie über 100 Meter mit 12,13 s im Vorlauf ausschied. Anschließend gewann sie bei den Juniorensüdamerikameisterschaften in Resistencia in 11,72 s die Bronzemedaille über 100 Meter und belegte über 200 Meter in 24,27 s den fünften Platz. Zudem gewann sie mit der argentinischen 4-mal-100-Meter- und 4-mal-400-Meter-Staffel in 46,64 s bzw. 3:56,30 min jeweils die Bronzemedaille. 2014 belegte sie bei den U23-Südamerikameisterschaften in Montevideo in 24,54 s den sechsten Platz über 200 Meter, kam mit der 4-mal-100-Meter-Staffel nicht ins Ziel und wurde mit der 4-mal-400-Meter-Staffel disqualifiziert. Im Jahr darauf wurde sie bei den Juniorensüdamerikameisterschaften in Cuenca in 24,53 s Vierte über 200 Meter und gewann im 400-Meter-Lauf in 55,35 s die Silbermedaille. Mit der 4-mal-100-Meter-Staffel gelangte sie in 46,79 s auf den vierten Platz und mit der 4-mal-400-Meter-Staffel wurde sie in 3:58,30 min Fünfte. Anschließend schied sie bei den Panamerikanischen-Juniorenmeisterschaften in Edmonton über 200 und 400 Meter mit 24,65 s bzw. 55,31 s in der ersten Runde aus und zuvor gelangte sie bei den Südamerikameisterschaften in Lima mit der 4-mal-400-Meter-Staffel in 3:41,01 min auf Rang vier.
Im Jahr 2017 belegte sie bei den Südamerikameisterschaften in Luque in 54,30 s den vierten Platz über 400 Meter, belegte mit der 4-mal-100-Meter-Staffel in 46,14 s Platz fünf und klassierte sich in der 4-mal-400-Meter-Staffel nach 3:40,56 min auf Rang vier. Anschließend nahm sie an der Sommer-Universiade in Taipeh teil und schied dort über 400 Meter mit 55,66 s im Halbfinale aus, während sie über 200 Meter in 24,60 s nicht über die erste Runde hinauskam. Im Jahr darauf erreichte sie bei den Südamerikaspielen in Cochabamba in 55,64 s den achten Platz über 400 Meter und gewann mit der 4-mal-400-Meter-Staffel in 3:35,96 min die Bronzemedaille hinter den Teams aus Kolumbien und Chile. Anschließend wurde sie bei den Ibero-Amerikanischen Meisterschaften in Trujillo in 54,38 s Fünfte über 400 Meter und gewann mit der Staffel in 3:36,99 min die Silbermedaille hinter Portugal. Daraufhin schied sie bei den U23-Südamerikameisterschaften in Cuenca mit 54,22 s im Vorlauf aus und belegte mit der Staffel in 3:45,67 min Rang fünf. 2019 gelangte sie bei den Südamerikameisterschaften in Lima über 200 Meter bis in das Finale, wurde dort aber wegen eines Fehlstarts disqualifiziert. Über 400 Meter gewann sie in 53,47 s die Bronzemedaille hinter der Brasilianerin Tiffani Marinho und Lina Licona aus Kolumbien. Zudem gewann sie mit der 4-mal-100-Meter-Staffel in 45,65 s die Bronzemedaille hinter den Teams aus Brasilien und Kolumbien, und auch mit der 4-mal-400-Meter-Staffel gewann sie in 3:36,76 min hinter Kolumbien und Brasilien die Bronzemedaille. Bei den Studentenweltspielen in Neapel gelangte sie über 200 und 400 Meter jeweils bis in das Halbfinale, in dem sie mit 23,95 s bzw. 53,55 s ausschied. Im August nahm sie erstmals an den Panamerikanischen Spielen in Lima teil und schied dort über 400 Meter mit 53,96 s in der Vorrunde aus und gelangte mit der 4-mal-400-Meter-Staffel in 3:41,39 min auf den achten Platz.
2020 gewann sie bei den erstmals ausgetragenen Hallensüdamerikameisterschaften in Cochabamba mit neuem Landesrekord von 24,41 s über 200 Meter die Bronzemedaille hinter der  Kolumbianerin Natalia Liñares und María Fernanda Mackenna aus Chile. Zudem belegte sie über 400 Meter in 54,81 s den vierten Platz. Im Jahr darauf belegte sie bei den Südamerikameisterschaften in Guayaquil in 55,73 s den siebten Platz über 400 Meter und schied über 200 Meter mit 24,94 s im Vorlauf aus. Zudem belegte sie in der 4-mal-400-Meter-Staffel in 3:44,69 min den vierten Platz und gewann in der erstmals ausgetragenen Mixed-Staffel in 3:23,77 min gemeinsam mit Leandro Paris, Elián Larregina und María Diogo die Silbermedaille hinter dem Team aus Kolumbien. 2022 gewann sie bei den Hallensüdamerikameisterschaften in Cochabamba in 55,88 s die Bronzemedaille über 400 m hinter den Brasilianerinnen Tábata de Carvalho und Liliane Fernandes und im Staffelbewerb sicherte sie sich in 3:59,19 min gemeinsam mit Martina Escudero, Valentina Polanco und María Florencia Lamboglia die Silbermedaille hinter dem bolivianischen Team. Im Jahr darauf schied sie bei den Südamerikameisterschaften in São Paulo mit 55,67 s im Vorlauf über 400 Meter aus und belegte mit der Staffel in 3:53,15 min den sechsten Platz. Zudem kam sie mit der Mixed-Staffel nicht ins Ziel. Im Januar 2024 gewann sie bei den Hallensüdamerikameisterschaften in Cochabamba in 55,59 s die Silbermedaille hinter der Brasilianerin Tiffani Marinho. Im Jahr darauf belegte sie bei den Südamerikameisterschaften in Mar del Plata in 57,36 s den achten Platz über 400 Meter und gewann in der Mixed-Staffel in 3:23,12 min gemeinsam mit Agustín Pinti, María Florencia Lamboglia und Elián Larregina die Bronzemedaille hinter den Teams aus Brasilien und Kolumbien.
In den Jahren 2018 und 2019 sowie 2021 und 2022 wurde Martínez argentinische Meisterin im 400-Meter-Lauf sowie 2018, 2019 und 2021 auch über 200 Meter und 2019 in der 4-mal-100-Meter-Staffel.

## Persönliche Bestzeiten
- 100 Meter: 11,78 s (+1,7 m/s), 13. Mai 2018 in Cochabamba
- 200 Meter: 23,84 s (−0,5 m/s), 25. Mai 2019 in Lima
  - 200 Meter (Halle): 24,41 s, 2. Februar 2020 in Cochabamba (argentinischer Rekord)
- 400 Meter: 52,86 s, 6. April 2019 in Santiago de Chile
  - 400 Meter (Halle): 54,81 s, 1. Februar 2020 in Cochabamba